# Montessorionderwijs

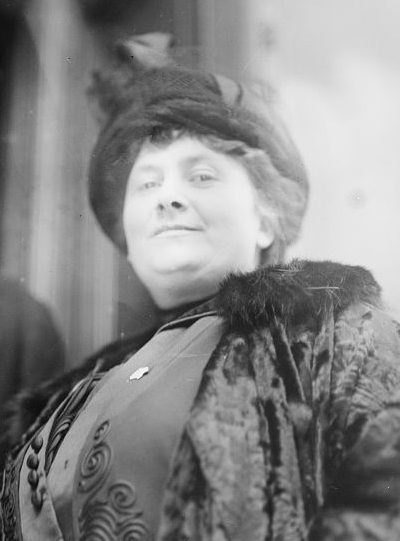
Maria Montessori.

Montessorionderwijs is een methode voor basis- en voortgezet onderwijs volgens de grondslagen van Maria Montessori.

## Zelfstandig
De kern van het montessorionderwijs wordt meestal samengevat in de uitspraak: "leer mij het zelf te doen". Uitgangspunt is dat een kind een natuurlijke, noodzakelijke drang tot zelfontwikkeling heeft. Opvoeding en onderwijs moeten onderkennen wat de behoeften van een kind op een gegeven moment zijn en daarop inspelen door de juiste omgeving en materialen te bieden.
De leerlingen werken individueel of in kleine groepjes aan materiaal dat zij zelf aan het begin van de dag gekozen hebben. Dat materiaal is oorspronkelijk door Maria Montessori ontworpen. De leerkracht observeert de activiteiten van kinderen, om erachter te komen waar zij behoefte aan hebben, en reikt dan materiaal aan om in die behoefte te voorzien.

## Gevoelige periode
Maria Montessori meende dat er al tijdens de eerste levensjaren een enorme energie en actiedrang in het kind aanwezig is. Het wordt vanuit zichzelf gemotiveerd om zich te ontwikkelen en om te leren. Dat uit zich in een spontane belangstelling van kinderen. De onderwerpen van die belangstelling verschillen per kind en veranderen in de loop van de tijd. Dit betekent dat kinderen kortere of langere perioden ontvankelijk zijn voor bepaalde leergebieden. Als het kind zich in zo'n "gevoelige periode" bevindt, is het in staat op dat moment een functie zeer intensief te ontwikkelen. Het is de taak en de deskundigheid van de leerkracht om op deze gevoelige perioden adequaat te reageren, door het juiste materiaal in de juiste omgeving aan te bieden. Leerkrachten op een montessorischool zijn speciaal hiervoor opgeleid.

## Verschillende leeftijdsgroepen
In een montessoriklas (onderbouw, middenbouw of bovenbouw) zitten leerlingen van twee of drie leeftijdsgroepen bij elkaar. Volgens Maria Montessori is dit essentieel voor een harmonische ontwikkeling. Het geeft kinderen de kans zich te spiegelen aan anderen. Ook buiten school is een kind veelal omringd door oudere en jongere kinderen. Op veel scholen is ieder kind zo een periode de jongste, de middelste en de oudste.

## Grote groepen
Vanuit de visie van Maria Montessori wordt les gegeven aan gemengde groepen. Er zitten bij voorkeur 3 leerjaren in 1 groep. De valkuil daarin, met oog op ons huidige onderwijs, is dat je soms maar met 7 of 8 kinderen in een jaargroep zit. Kinderen hebben weinig aansluiting/vriendschappen met leeftijdsgenoten. De Utrechtse Montessorischool Arcade hanteert een concept met grote groepen. De groepen variëren van de 30 tot 50 leerlingen en er staan 2 leerkrachten voor een groep. Dit betekent ook meteen meer expertise in een groep. De leerkrachten kunnen hun visie over de kinderen met elkaar delen en gemakkelijker het best passende onderwijs voor de kinderen met elkaar afstemmen.

## Montessorimateriaal
In de klas wordt gebruikgemaakt van speciale leermaterialen, die speciaal afgestemd zijn op de leeftijd van de kinderen in de verschillende bouwen. In het begin gaat het vooral om ontwikkelingsmateriaal, later ook om didactisch materiaal. Er wordt onderscheid gemaakt tussen zintuiglijk materiaal (wordt vooral in de onderbouw gebruikt), taal- en rekenmateriaal (in moeilijkheid oplopend van onder- tot bovenbouw) en materiaal ten behoeve van het kosmische onderwijs.
Hieronder volgt een lijst van een aantal materialen die typisch in een montessoriklaslokaal aanwezig zijn:

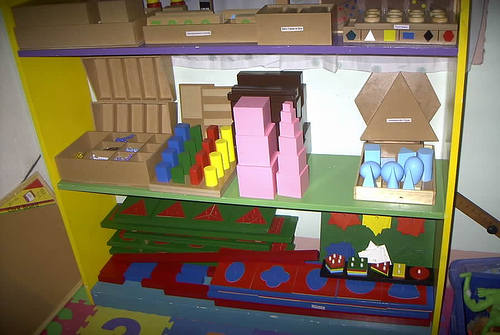
Kast met diverse montessorimaterialen

### Zintuiglijk materiaal
- ruw-gladplankjes
- reukkokers
- gehoorkokers
- smaakflesjes
- temperatuurkruikjes
- cilinderblokken
- bruine trap
- roze toren
- rode stokken
- gekleurde vormen
- geometrische lichamen
- nuancekist
- kleurspoelen
- bellenset
- huishoudelijk materiaal

### Taalmateriaal
- metalen inlegfiguren
- schuurpapieren letters
- letterdozen
- stempelletters
- taaldozen
- taalsymbolen
- boerderij
- geplastificeerde kaarten met taalopdrachten

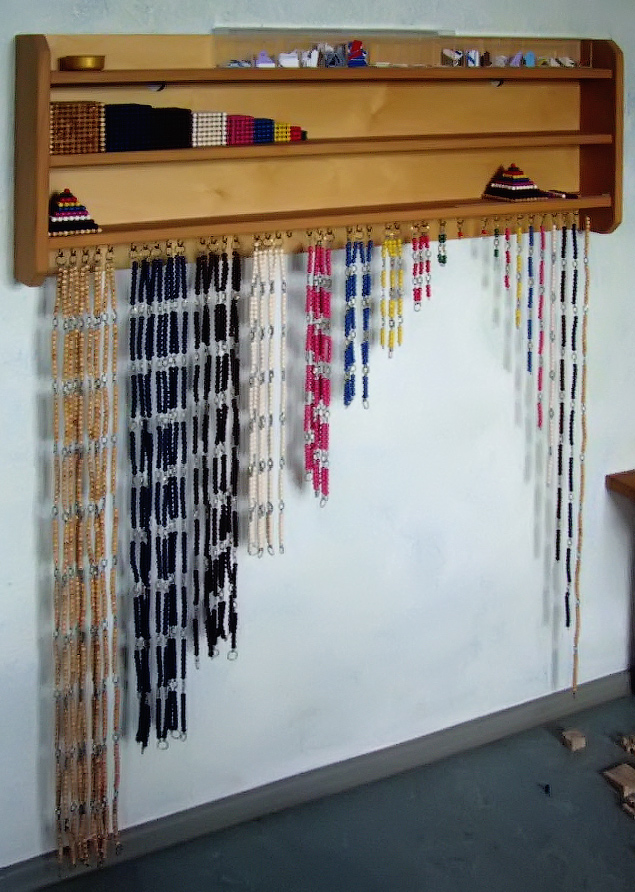
Kralenmateriaal

### Rekenmateriaal
- rekenstokken
- schuurpapieren cijfers
- telbakje en telstokjes
- cijfers en fiches
- rekendoos
- gouden materiaal
- fichesspel
- stippenspel
- getalrekken
- honderdbord
- pythagorasbord
- honderdketting
- duizendketting
- kralentrapjes
- latjesbord voor optellen en aftrekken
- breukendoos
- vermenigvuldigingsbord
- deelbord
- knopjesbord
- telraam
- deelbak
- binomische kubus
- trinomische kubus, ook wel trinoom genoemd
- algebraïsche binomische kubus
- oppervlaktemateriaal
- 55-doos
- geplastificeerde kaarten met rekenopdrachten

### Kosmisch onderwijs
- botaniekaarten
- dierenpuzzels
- vlaggenstandaard
- inlegkaarten landen
- insteekkaarten landen
- aardrijkskundekast
- globe land-water
- globe werelddelen
- kaarten land-watervormen
- bakjes land-watervormen

Bovendien worden in alle bouwen werkkleedjes gebruikt, zodat de kinderen veilig op de vloer kunnen zitten werken.

## Zelf-evaluatie
Een kenmerk van montessorimateriaal is dat het kind zelf fouten kan herstellen doordat het zodanig is ontworpen dat het kind zelf bemerkt dat het iets niet goed doet. Tevens is het materiaal zodanig ontworpen dat voortdurend één eigenschap centraal staat. Als het om bijvoorbeeld optellen gaat, speelt niet ook nog een andere vaardigheid een rol.

## Scholen
Nederland kent zo'n 160 basisscholen voor montessorionderwijs die erkend zijn door de Nederlandse Montessori Vereniging. De scholen zijn over het hele land verspreid en zijn zowel openbare als bijzondere scholen. De scholen ontstonden vanaf 1920, toen de Wet op het Lager Onderwijs van 1920 in werking trad. Daarnaast kent het voortgezet onderwijs tal van montessorischolen. Vlaanderen heeft vijftien basisscholen die werken op basis van de methode Montessori.